# Дік Баттон
Річард («Дік») Тоттен Баттон (англ. Richard Totten «Dick» Button; 18 липня 1929 — 30 січня 2025) — колишній американський фігурист. Дворазовий олімпійський чемпіон, п'ятикратний чемпіон світу, телевізійний коментатор.

## Біографія

### Дитинство і юність
Дік Баттон народився і виріс в місті Енглвуд, Нью-Джерсі. Він рано почав кататися, але не входив до тренувань серйозно до 12 років, коли його батько ненавмисно почув, як Діку говорять, що той ніколи не стане хорошим фігуристом. Незабаром батько Баттона відправив його в Нью-Йорк, де Баттон почав займатися з тренером зі спортивних танців на льоду Джої Керроллом. Протягом усього літа він тренувався в Лейк-Плесіді у Керролла, а потім за його порадою перейшов до Густава Лассі. С цим тренером Баттон залишився до кінця кар'єри.

### Початок кар'єри
У віці 16 років виграв чемпіонат США, причому всі судді одноголосно віддали йому перше місце. Таким чином, Баттона відібрали на чемпіонат світу 1947 року в Стокгольмі, де зайняв друге місце після Ганса Гершвіллера. Гершвіллер був першим по обов'язковим фігурам, а Баттон виграв довільну програму, але в кінцевому підсумку все ж став другим. То був останній раз в кар'єрі Баттона, коли фігурист посів на чемпіонаті світу місце нижче першого. На чемпіонаті світу Баттон подружився з Ульріхом сальховом, який був розчарований поразкою Баттона і, щоб підтримати фігуриста, подарував йому свій перший кубок (Сальхов здобув перемогу на своєму першому чемпіонаті світу в 1901 році). Пізніше Баттон передав цей трофей американцеві Джону Міші Петкевичу.
На чемпіонаті Європи 1948 року Баттон знову змагався з Гершвіллером і цього разу здобув перемогу. У наступному році американцям було заборонено виступати на чемпіонаті Європи, таким чином, Баттон став єдиним громадянином США, який виграв європейську першість.

### Любительська кар'єра
На зимових Олімпійських іграх 1948 року Баттон після обов'язкових фігур випереджав Гершвіллера на 29.6 балів, здобувши перемогу в чотирьох з п'яти фігур. На тренуванні він намагався виконати подвійний аксель, але кожен раз виконував його з помилкою. За день до довільної програми Баттону все ж вдалося вперше виконати цей стрибок, і він вирішив ризикнути і включити його в програму. Баттону вдалося здійснити задумане, таким чином, він став першим спортсменом, який виконав подвійний аксель на змаганнях. Його результати в довільній і обов'язкових фігурах дозволили зайняти перше місце. Дев'ятнадцятирічний Баттон став наймолодшим олімпійським чемпіоном в історії. В останній раз він змагався з Гершвіллером на чемпіонаті світу цього ж року і знову здобув перемогу. Чемпіонат США теж завершився золотою медаллю для Баттона. У 1949 році він отримав американську премію Саллівана за видатні спортивні досягнення.
Восени 1947 року Баттон збирався почати навчання в Єльському університеті, але був змушений перервати навчання для підготовки до Олімпіади. Хоча керівництво університету спочатку запевняло, що спортивна кар'єра не завадить навчанню, пізніше Баттону заявили, що якщо він хоче відвідувати Єльський університет, з фігурним катанням доведеться закінчити. За порадою друзів він подав документи і був прийнятий в Гарвардський університет, який закінчив в 1952 році (за спеціальністю юриспруденція).
Протягом всієї кар'єри Баттон вигравав всі змагання, в яких брав участь. Від нього щороку чекали рекордів. У 1949 році він виконав каскад подвійний ріттбергер-подвійний ріттбергер, в 1950 році каскад подвійний ріттбергер-подвійний ріттбергер-подвійний ріттбергер, в 1951 році каскад подвійний аксель-подвійний ріттбергер. До зимових Олімпійських ігор 1952 року Баттон з тренером готували потрійний стрибок, який Баттон вперше успішно виконав на показових виступах чемпіонаті Європи у Відні. На Олімпіаді він в довільній програмі виконав потрійний ріттбергер — перший потрійний стрибок в історії фігурного катання, а потім повторив його на чемпіонаті світу.

## Досягнення
| Соревнование                    | 1944 | 1945 | 1946 | 1947 | 1948 | 1949 | 1950 | 1951 | 1952 |
| ------------------------------- | ---- | ---- | ---- | ---- | ---- | ---- | ---- | ---- | ---- |
| Зимові Олімпійські ігри         |      |      |      |      | 1    |      |      |      | 1    |
| Чемпіонат світу                 |      |      |      | 2    | 1    | 1    | 1    | 1    | 1    |
| Чемпіонати Європи               |      |      |      |      | 1    |      |      |      |      |
| Північноамериканський чемпіонат |      |      |      | 1    |      | 1    |      | 1    |      |
| Чемпіонати США                  | 1 N. | 1 J. | 1    | 1    | 1    | 1    | 1    | 1    | 1    |

- N = Сред новачків; J = Юніорські змагання